# Avenue du Recteur-Poincaré
L'avenue du Recteur-Poincaré est une voie du 16e arrondissement de Paris, en France.

## Situation et accès

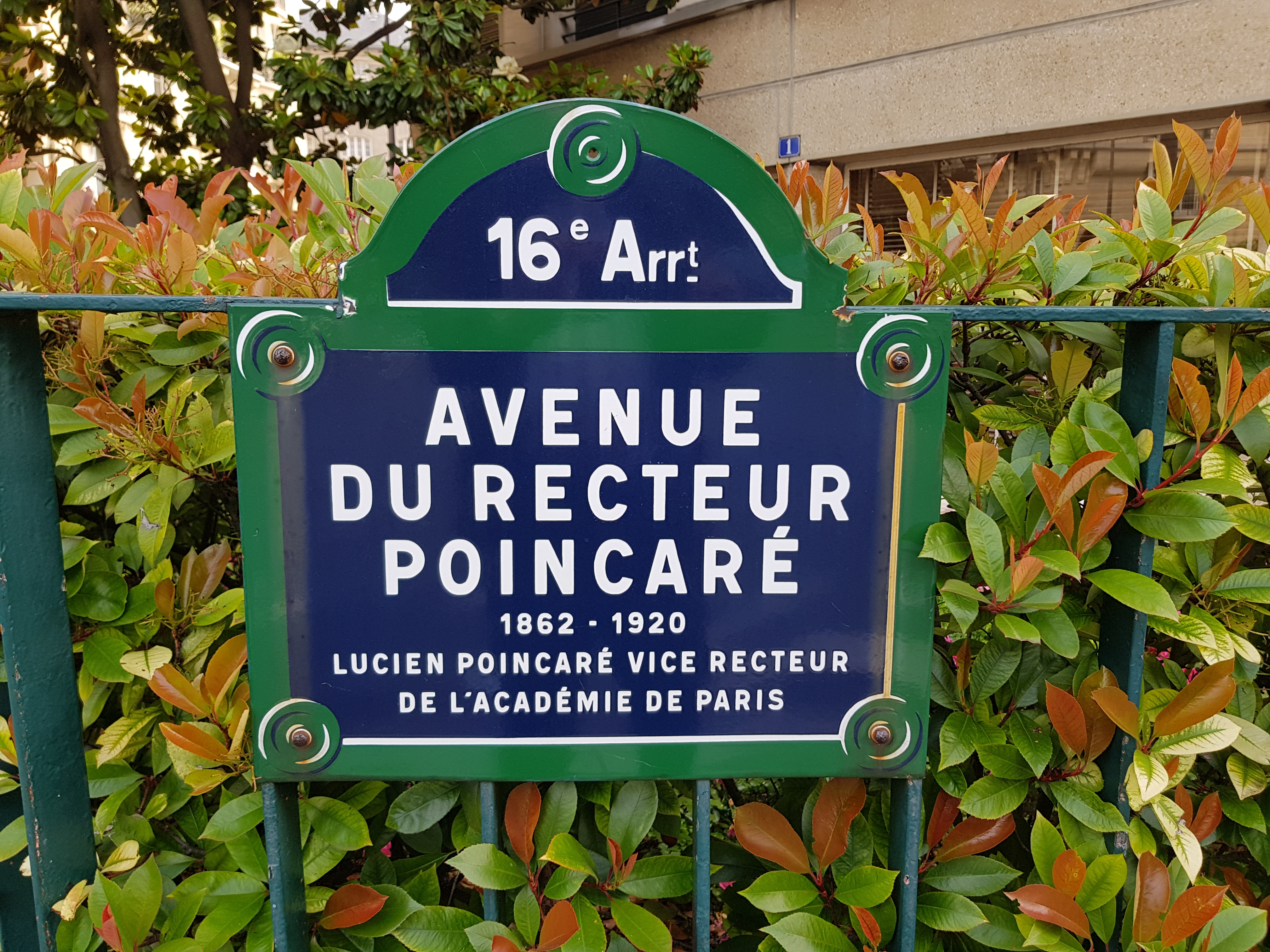
Plaque.

L'avenue du Recteur-Poincaré est une voie publique située dans le 16e arrondissement de Paris. Elle débute au 24, rue Jean-de-La-Fontaine et se termine au 1, place Rodin.
Le quartier est desservi par la ligne 9, aux stations Jasmin et Ranelagh.

## Origine du nom
Elle porte le nom de Lucien Poincaré (1862-1920), vice-recteur de l'Académie de Paris, nommé en 1917 mais mort peu de temps après,.

## Historique
Cette voie est ouverte sous sa dénomination actuelle par un arrêté du 13 août 1928 sur les terrains de l'ancien couvent des Religieuses de l'Assomption (qui existe toujours mais sur une surface réduite et dont l'entrée est 17 rue de l'Assomption).

## Bâtiments remarquables et lieux de mémoire
- No 4 : Centre scientifique et technique du bâtiment.
- No 5 : ancien hôtel de la duchesse de Vendôme, 1930. De 1983 à 1998, siège de Radio France Outremer[3].
- Nos 11-13 : pavillon Bourdan.
- No 15 : le 19 décembre 1974, le colonel urugayen Ramòn Trabal, attaché militaire de l'ambassade en France, ex-chef du renseignement militaire, est abattu de 6 balles dans le parking de son immeuble[4].
- No 22 : accès à l'avenue Anne-Eugénie-Milleret-de-Brou.
- No 24 : en 1943, centre de recrutement de SS français[5].

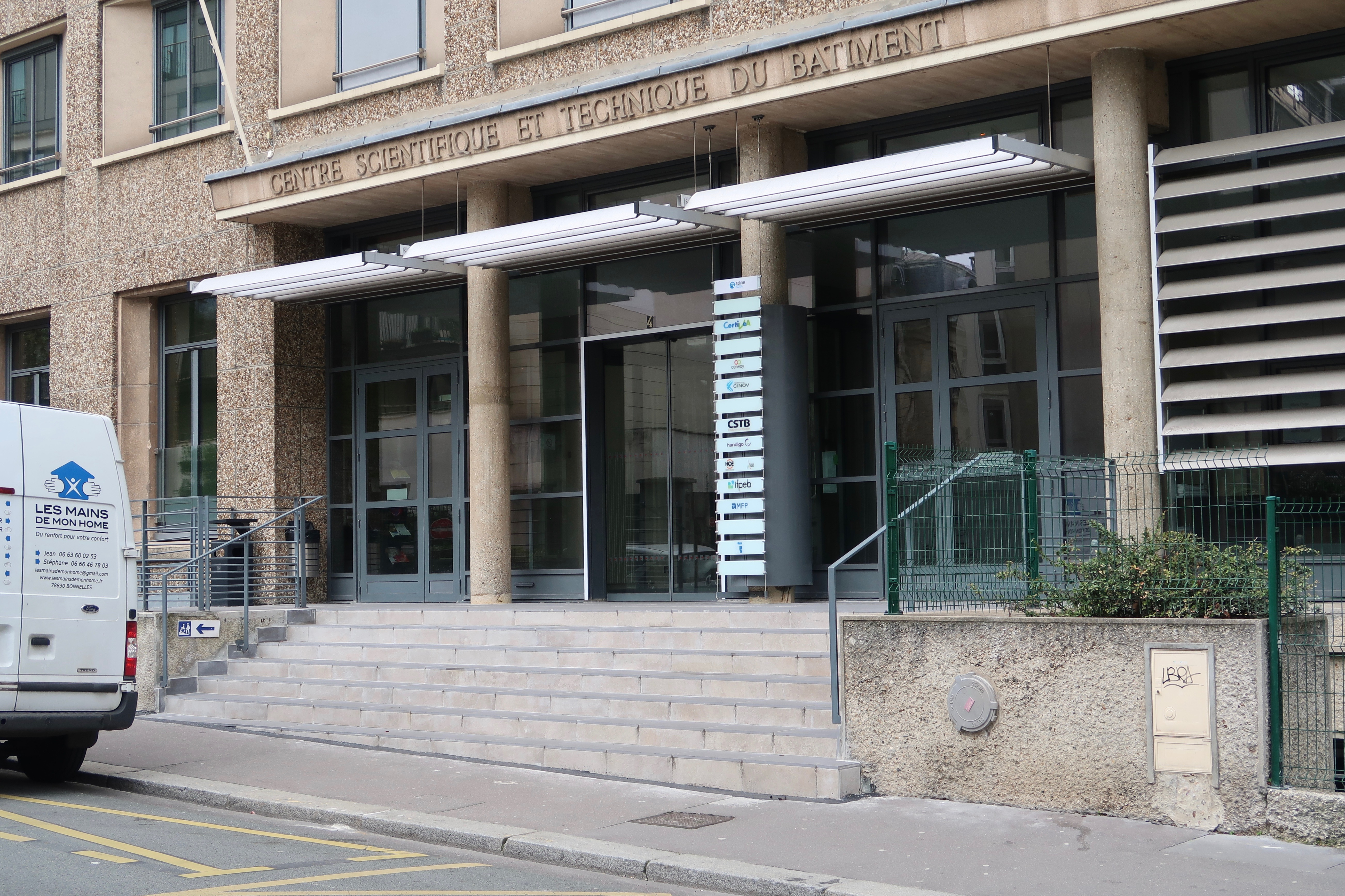
No 4 : Centre scientifique et technique du bâtiment.
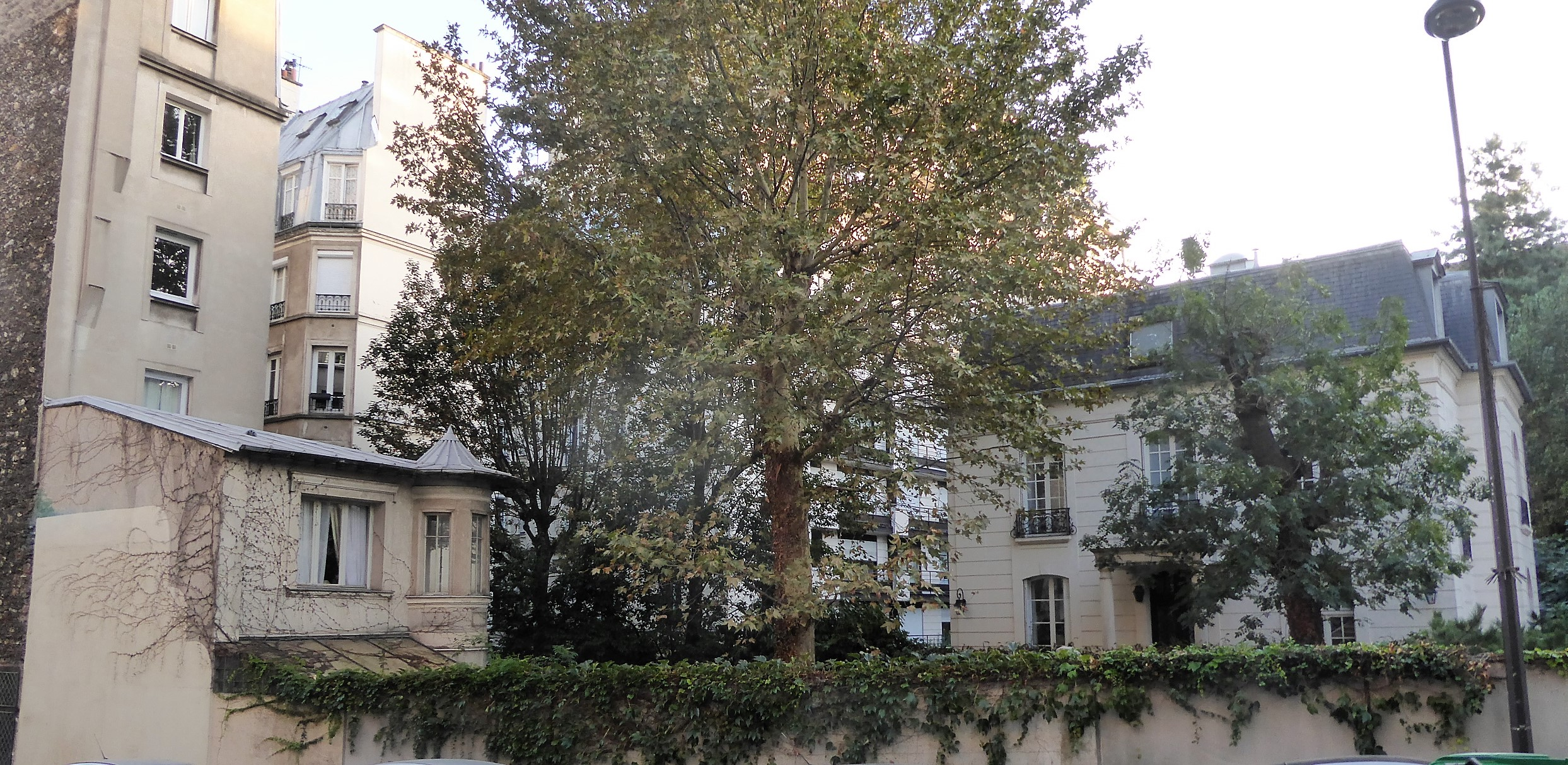
No 5 : ancien hôtel de la duchesse de Vendôme.
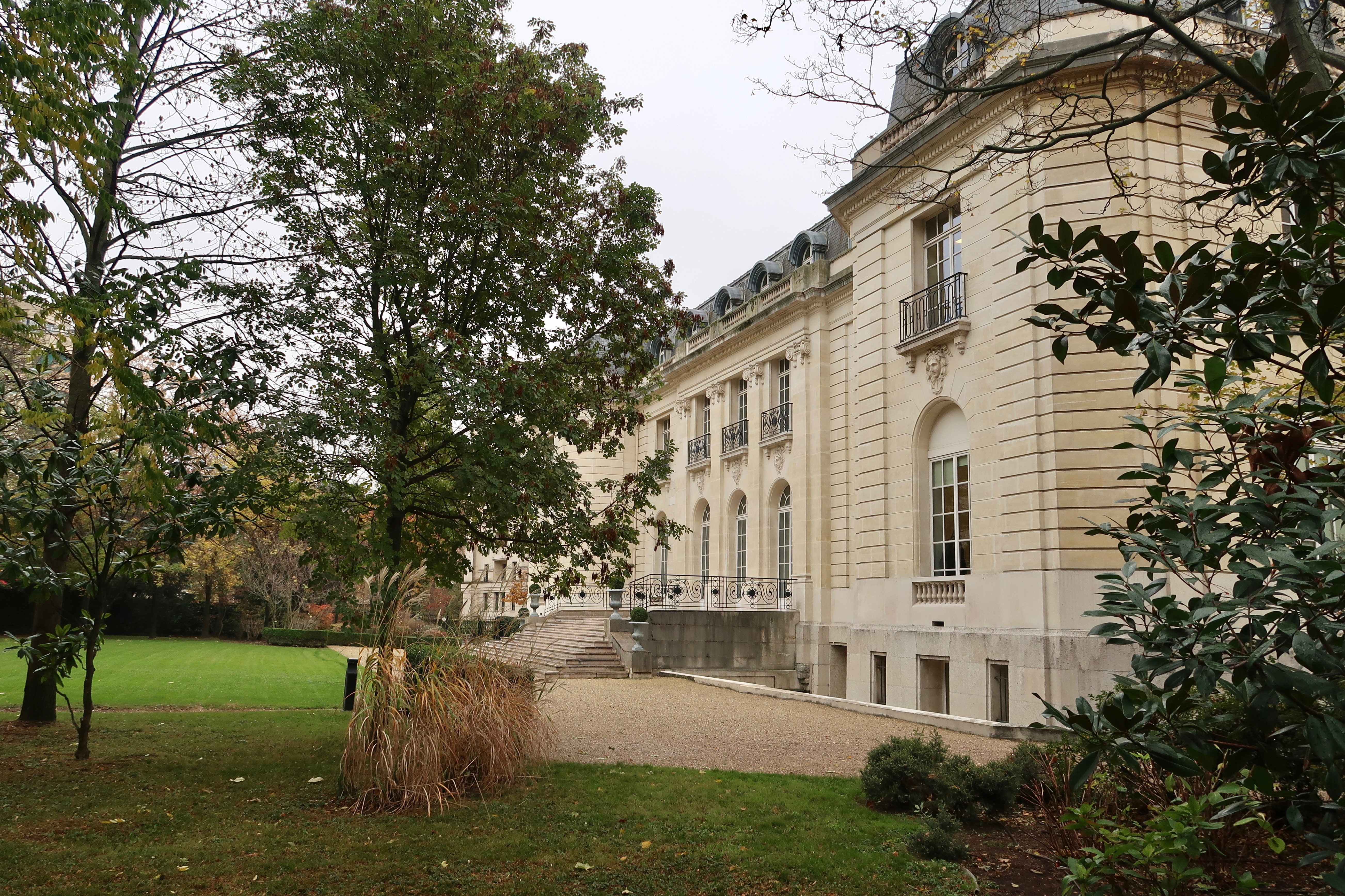
No 13 : pavillon Bourdan.
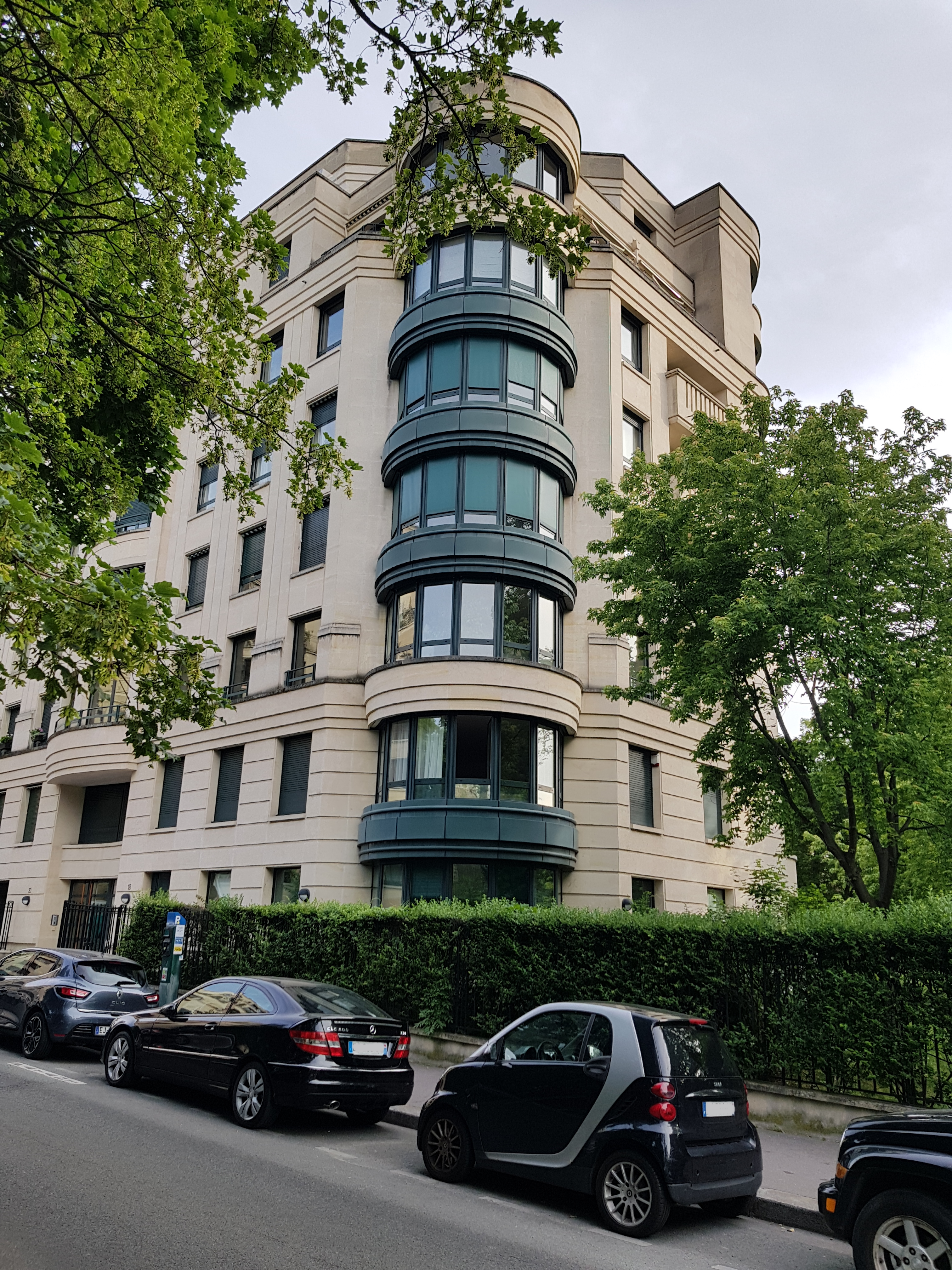
No 18.

## Annexe